# Shahram Amiri
Shahram Amiri (persiska: شهرام امیری, Šahrâm Amiri, lyssna (fil)) född 8 november 1977, död 3 augusti 2016, var en iransk kärnfysiker. Han arbetade vid Malek-Ashtar University of Technology (MUT) och var även verksam inom Irans kärnkraftsprogram. Amiri försvann under oklara omständigheter på en utlandsresa 2009 och avrättades i Iran den 3 augusti 2016.